# Cabo Fligely

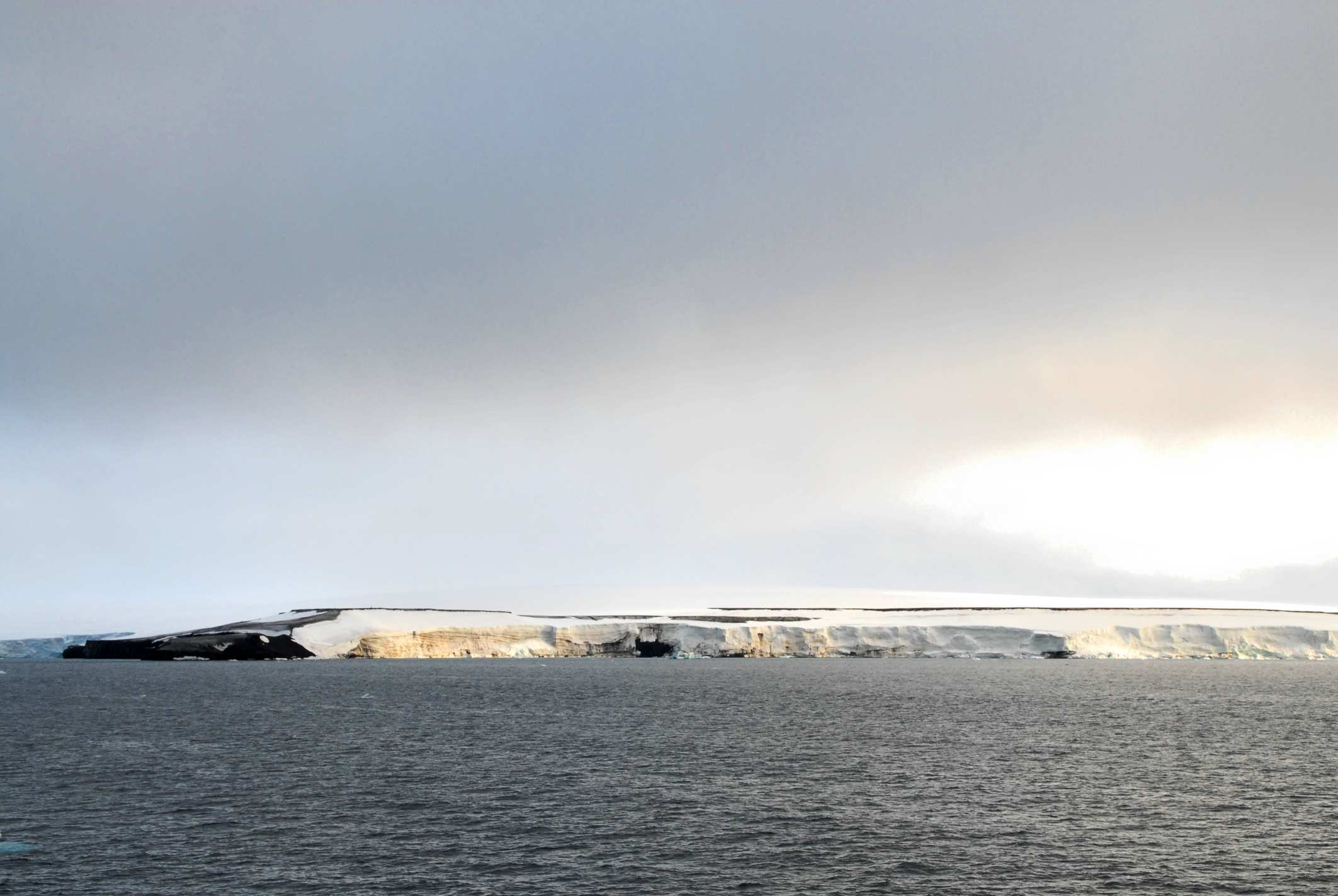
El cabo Fligely es un punto extremo de Europa.

El cabo Fligely (en ruso: Мыс Флигели), situado en 81°50′35″N 59°14′22″E / 81.84306, 59.23944, es el punto más al norte de Europa, a tan solo 911 km del polo norte, más cerca que cualquier otra masa de tierra exceptuando la canadiense isla de Ellesmere y Groenlandia. Se encuentra en la Tierra del Príncipe Rodolfo (ostrov Rudolfa), una de las islas de la Tierra de Francisco José, en Rusia.
El cabo fue avistado por primera vez en el 12 de abril de 1874 por la expedición austrohúngara al Polo Norte y recibe su nombre en honor al cartógrafo austríaco August von Fligely (1811-1879).